# Selección de fútbol de Mariya
La selección de fútbol de Mariya o Primeras Naciones Australianas Mariya es el equipo que representa a los aborígenes de Australia. Mariya no está afiliado a la FIFA o a la OFC, y por lo tanto no puede competir en los torneos que estos organizan. Sin embargo el equipo es miembro de ConIFA desde noviembre de 2018.
El seleccionado Mariya ha crecido principalmente debido al éxito del Campeonato Nacional de Fútbol Indígena (NIFC), que ha revelado a varios jugadores hábiles.
El 4 de enero de 2020, ConIFA anunció que el equipo Mariya representará a Oceanía en la Copa Mundial de Fútbol de ConIFA de 2020, que se jugará en Macedonia del Norte.

## Historia

### Trans-Tasman Clash of the Cultures 2018
El equipo hizo su debut internacional a principios de 2018, el 18 de enero, durante la Trans-Tasman Football Series 2018, o Trans-Tasman Clash of the Cultures 2018, una serie de partidos de fútbol masculino y femenino contra Te Ikaroa, equipo que representa a los pueblos aborígenes maoríes de Nueva Zelanda. El torneo terminó con dos derrotas para la Selección Mariya: en el masculino, por 3 a 2, y en la femenina, por 5 a 0.

### Trans-Tasman Clash of the Cultures 2019
Los días 19 y 20 de enero de 2019, se celebró la segunda edición del torneo, nuevamente en Auckland. El seleccionado de Mariya envió un equipo profesional femenino y un equipo de masculino sub-14. Estos se enfrentaron, respectivamente, a los equipos Mauri y Toki Toa, que representaban a los pueblos aborígenes maoríes de Nueva Zelanda. Cada enfrentamiento se llevó a cabo dos veces. Como resultado, el equipo femenino ganó el primer partido contra el equipo de Mauri por 5 a 1 y perdió el segundo partido también por 5 a 1. Mientras tanto, el equipo masculino sub-14 ganó ambos partidos contra el equipo Toki Toa, el primero por 4 a 1 y el segundo por 4 a 2.

### Trans-Tasman Clash of the Cultures 2020
El 18 de enero de 2020, se celebró la tercera edición del torneo. El equipo de Mariya envió cuatro equipos a Nueva Zelanda, dos masculinos, un profesional y un Sub-14, y dos femeninos, un profesional y un sub-14. Todos los partidos se jugaron contra NZ Maori, que representa a los pueblos aborígenes maoríes de Nueva Zelanda. Los equipos profesional femenino y sub-14 perdieron, respectivamente, por 3 a 2 y 4 a 0. Mientras tanto, el equipo masculino sub-14 ganó por 2 a 0 y el profesional empató por 1 a 1.

## Estadísticas
| Año   | Posición         | PJ               | PG               | PE               | PP               | GF               | GC               | DG               |
| ----- | ---------------- | ---------------- | ---------------- | ---------------- | ---------------- | ---------------- | ---------------- | ---------------- |
| 2014  | No participó     | No participó     | No participó     | No participó     | No participó     | No participó     | No participó     | No participó     |
| 2016  | No participó     | No participó     | No participó     | No participó     | No participó     | No participó     | No participó     | No participó     |
| 2018  | No participó     | No participó     | No participó     | No participó     | No participó     | No participó     | No participó     | No participó     |
| 2020  | Evento cancelado | Evento cancelado | Evento cancelado | Evento cancelado | Evento cancelado | Evento cancelado | Evento cancelado | Evento cancelado |
| Total | 0/4              | 0                | 0                | 0                | 0                | 0                | 0                | 0                |